# Amblyomma pictum
Amblyomma pictum är en fästingart som beskrevs av Neumann 1906. Amblyomma pictum ingår i släktet Amblyomma och familjen hårda fästingar. Inga underarter finns listade i Catalogue of Life.